# Paměť světa
Paměť světa (anglicky Memory of the World, francouzsky Mémoire du monde, španělsky Memoria del mundo, rusky Память мира) je program UNESCO, který byl zahájen v roce 1992 jako program ochrany a záchrany světového kulturního dědictví uchovaného v dokumentech (tzv. documentary heritage).

## Cíl a historie programu
Dokumentovým dědictvím se rozumí jakékoli informace zafixované v dokumentech jakéhokoli druhu a mající podobu textů (rukopisy, knihy, noviny, časopisy, plakáty atp.), zvukových záznamů a záznamu pohyblivých obrazů (film, video). Postupem času se k tomu připojilo i původní digitální dědictví (born digital). Od počátku byla záchrana a ochrana dokumentového dědictví spojována s jeho zpřístupněním a značná naděje byla vkládána do digitálních technologií. Právě z tohoto důvodu jako první pilotní projekty vznikly prezentace vzácných dokumentů na CD-ROM. Prvním z těchto projektů byl tzv. Pražský projekt Národní knihovny České republiky a tehdejší společnosti Albertina icome Praha. Po něm následovaly pilotní projekty z dalších zemí a několik dalších projektů Národní knihovny České republiky, která právě ve fázi rozvoje tohoto programu hrála celosvětově velmi významnou roli. Na počest programu byl také v České republice nazván dotační program Ministerstva kultury Memoriae Mundi Series Bohemica, zaměřený na podporu digitalizace rukopisů a starých tisků (vyhlašován každoročně od roku 2000).
V r. 1993 byla ustavena Mezinárodní poradní komise programu (tzv. IAC – International Advisory Committee) a záhy dvě její subkomise: pro marketing a technologii. Subkomise pro technologii (Subcommittee on Technology) hrála v následující dvou desetiletích rozhodují roli, protože její péčí vznikla řada zásadních doporučení, např. k ochraně a záchraně dokumentů všeho druhu, k digitálnímu zpřístupnění, k problematice optických disků a řada dalších. Později se k nim připojila subkomise pro registr a subkomise pro vzdělávání.
Koncem 90. let vznikl celosvětový registr programu Paměť světa, do něhož jsou zapisovány (obdobně jako je tomu u nemovitých památek) ty části dokumentového dědictví, který mají celosvětový význam – Česká republika má dosud pět zápisů, jsou to Sbírka středověkých rukopisů české reformace, Sbírka periodického tisku ruské, ukrajinské a běloruské emigrace, Sbírka 526 univerzitních tezí z let 1637–1754 (všechny tři z Národní knihovny České republiky), Libri Prohibiti – Sbírka periodik českého a slovenského samizdatu z let 1948–1989 a Kinematografická představení Émila Reynauda (Národní technické muzeum, společně s Francií). Nominace do registru se předkládají průběžně cestou národních komisí pro UNESCO, konečné slovo při jejich výběru má Mezinárodní poradní komise, která zasedá každé dva roky a kromě toho udává i hlavní směry rozvoje programu Paměť světa. Tato komise má 14 členů, kteří jsou jmenování generálním ředitelem UNESCO vždy na dvě funkční období (na čtyři roky) a nezastupují žádnou zemi ani organizaci, pouze svou odbornost.
V roce 2004 byla zřízena světová cena programu Paměť světa na základě iniciativy a podpory Korejské republiky. Název ceny je Jikji na počest nejstaršího dochovaného tisku pohyblivou sazbou písmen/znaků, jímž je antologie buddhistických modliteb, vytištěná v roce 1377 v Koreji ve městě Cheongju (tedy několik desítek let před Gutenbergem) a zkráceně nazývaná Jikji. Prvním laureátem ceny Jikji byla v roce 2005 Národní knihovna České republiky za úsilí a úspěchy při záchraně a zpřístupnění dokumentového dědictví.

## Členové IAC v letech 2015–2018
- Boriana Hristova, Bulharsko
- Lothar Jordan, Německo
- Adolf Knoll, Česko
- Helen Jarvis, Kambodža
- Dianne Mackasill, Nový Zéland
- Vitor Manoel Marques da Fonseca, Brazílie
- Dietrich Schüller, Rakousko
- Jussi Nuorteva, Finsko
- Victoria O'Flaherty, St. Kitts
- Victoria Okojie, Nigérie
- Papa Momar Diop, Senegal
- Hedi Jallab, Tunisko
- David Fricker, Austrálie
- Abdullah El Reyes, Spojené arabské emiráty

## Držitelé ceny Jikji
- 2013 – Iberarchivos: Programme for the Development of Ibero-American Archives (Španělsko)
- 2013 – Podpora rozvoji archivů a knihoven (Apoyo al Desarrollo de Archivos y Bibliotecas – ADABI, Mexiko)
- 2011 – Národní archiv Austrálie
- 2009 – Národní archiv Malajsie
- 2007 – Fonografický archiv Rakouské akademie věd
- 2005 – Národní knihovna České republiky

## Čeští držitelé certifikátu MoW UNESCO
| Dokumentární památka | Rok zapsání | Místo/Uchovatel                                             |
| --- | ----------- | ----------------------------------------------------------- |
| Sbírka středověkých rukopisů z dob české reformace                                                                        | 2007        | Národní knihovna ČR                                         |
| Sbírka periodik ruské, ukrajinské a běloruské emigrace z let 1918 až 1945                                                 | 2007        | Národní knihovna ČR                                         |
| Sbírka 526 tisků univerzitních doktorských tezí z let 1637 až 1754                                                        | 2011        | Národní knihovna ČR                                         |
| Sbírka časopisů českého a slovenského samizdatu z let 1948 až 1989                                                        | 2013        | Libri prohibiti                                             |
| Světelná pantomima (originální projekční pás) Émila Reynauda k představení Autour d’une Cabine (Okolo kabiny) z roku 1894 | 2015        | Národní technické muzeum společně s Francií                 |
| Archiv Leoše Janáčka | 2017        | Moravské zemské muzeum                                      |
| Kynžvartská daguerrotypie                                                                                                 | 2017        | Národní technické muzeum/Národní památkový ústav            |
| Camociovy mapy obléhání Malty                                                                                             | 2017        | Přírodovědecká fakulta Univerzity Karlovy společně s Maltou |
| Mollova mapová sbírka | 2023        | Moravská zemská knihovna v Brně                             |
| Archiv Antonína Dvořáka                                                                                                   | 2023        | České muzeum hudby/Národní muzeum v Praze                   |
| Sbírka kartografických dokumentů Pavla Josefa Šafaříka                                                                    | 2025        | Přírodovědecká fakulta Univerzity Karlovy                   |
| Situační plány měst a obcí židovského osídlení v Habsburské monarchii                                                     | 2025        | Národní archiv                                              |